# ディクスミュード (強襲揚陸艦)
ディクスミュード（フランス語: Dixmude, L 9015）は、フランス海軍のミストラル級強襲揚陸艦3番艦。「ディズミュド」とも言われる。
先代の同名艦はアヴェンジャー級護衛空母の「ディクスミュード」。

## 艦歴
本艦は、ミストラル級の先に竣工した2隻とは異なり、すべてがアルストム＝アトランティーク造船所で建造が進められ2010年9月17日に進水、2011年12月に海軍に引き渡されトゥーロン軍港に入港、翌2012年3月12日から試験航海を開始し、2012年7月27日に就役。
試験航海中であった2012年3月23日、駆逐艦「ジョルジュ・レイグ」と共にアタランタ作戦に参加が決まる。
2013年1月21日、マリ共和国への軍事介入に伴うセルヴァル作戦で、装甲車多数を装備する陸軍部隊を載せてトゥーロン港からセネガルのダカール港まで輸送するため出航し、1月31日にダカール港に到着する。